# Robert Downey Jr.-filmográfia
Robert Downey Jr. BAFTA- és háromszoros Golden Globe-díjas amerikai színész filmográfiája.

## Filmográfia

### Film
| Év   | Magyar cím                                              | Eredeti cím                               | Szerep                         | Magyar hang          | Rendező                   |
| ---- | ------------------------------------------------------- | ----------------------------------------- | ------------------------------ | -------------------- | ------------------------- |
| 1970 |                                                         | Pound                                     | Puppy                          |                      | Robert Downey Sr. (1.)    |
| 1972 |                                                         | Greaser's Palace                          | púpos fiú                      |                      | Robert Downey Sr. (2.)    |
| 1975 |                                                         | Moment to Moment                          | önmaga                         |                      | Robert Downey Sr. (3.)    |
| 1980 |                                                         | Up the Academy                            | fiú a focicsapatban            |                      | Robert Downey Sr. (4.)    |
| 1983 | Szeress belém!                                          | Baby It's You                             | Stewart                        |                      | John Sayles               |
| 1984 | Elsőszülött                                             | Firstborn                                 | Lee                            |                      | Michael Apted             |
| 1985 | Városi vagányok                                         | Tuff Turf                                 | Jimmy Parker                   | Bor Zoltán           | Fritz Kiersch             |
| 1985 | Édenkert a javából                                      | Girls Just Want to Have Fun               | punk                           |                      | Alan Metter (1.)          |
| 1985 | Különös kísérlet                                        | Weird Science                             | Ian                            | Barát Attila         | John Hughes               |
| 1985 | Különös kísérlet                                        | Weird Science                             | Ian                            | Hujber Ferenc        | John Hughes               |
| 1986 | Vissza a suliba                                         | Back to School                            | Derek Lutz                     | Szokol Péter         | Alan Metter (2.)          |
| 1986 | Vissza a suliba                                         | Back to School                            | Derek Lutz                     | Boros Zoltán         | Alan Metter (2.)          |
| 1986 | Vissza a suliba                                         | Back to School                            | Derek Lutz                     | Hanyecz Róbert       | Alan Metter (2.)          |
| 1986 | Amerika                                                 | America                                   | Paulie Hackley                 |                      | Robert Downey Sr. (5.)    |
| 1987 | A nővadász                                              | The Pick-up Artist                        | Jack Jericho                   | Czvetkó Sándor       | James Toback (1.)         |
| 1987 | A nővadász                                              | The Pick-up Artist                        | Jack Jericho                   | Minárovits Péter     | James Toback (1.)         |
| 1987 | Fagypont alatt                                          | Less Than Zero                            | Julian Wells                   |                      | Marek Kanievska           |
| 1988 | Johnny, a tökéletes                                     | Johnny Be Good                            | Leo Wiggins                    | Selmeczi Roland      | Bud S. Smith              |
| 1988 | Johnny, a tökéletes                                     | Johnny Be Good                            | Leo Wiggins                    | Vári Attila          | Bud S. Smith              |
| 1988 | Parádés páros                                           | Rented Lips                               | Wolf Dangler                   |                      | Robert Downey Sr. (6.)    |
| 1988 | Ezerkilencszázhatvankilenc                              | 1969                                      | Ralph Karr                     | Szokol Péter         | Ernest Thompson           |
| 1989 |                                                         | That's Adequate                           | Albert Einstein                |                      | Harry Hurwitz             |
| 1989 | Az igazság bajnoka                                      | True Believer                             | Roger Baron                    | Görög László         | Joseph Ruben              |
| 1989 | Az ég is tévedhet                                       | Chances Are                               | Alex Finch                     | Kerekes József       | Emile Ardolino            |
| 1989 | Az ég is tévedhet                                       | Chances Are                               | Alex Finch                     | Zalán János          | Emile Ardolino            |
| 1990 | Air America                                             | Air America                               | Billy Covington                | Lippai László        | Roger Spottiswoode        |
| 1991 | Marha nagy kalamajka                                    | Too Much Sun                              | Reed Richmond                  | Lippai László        | Robert Downey Sr. (7.)    |
| 1991 | Folytatásos forgatás                                    | Soapdish                                  | David Seton Barnes             | Kaszás Gergő         | Michael Hoffman (1.)      |
| 1992 | Chaplin                                                 | Chaplin                                   | Charlie Chaplin                | Sörös Sándor         | Richard Attenborough      |
| 1993 | Lelkük rajta                                            | Heart and Souls                           | Thomas Reilly                  | Stohl András         | Ron Underwood             |
| 1993 | Rövidre vágva                                           | Short Cuts                                | Bill Bush                      | Háda János           | Robert Altman (1.)        |
| 1994 | Hejj, Cézár!                                            | Hail Caesar                               | Jerry                          | Forgács Péter        | Anthony Michael Hall      |
| 1994 | Született gyilkosok                                     | Natural Born Killers                      | Wayne Gale                     | Selmeczi Roland      | Oliver Stone              |
| 1994 | Only You – Csak veled                                   | Only You                                  | Peter Wright                   | Selmeczi Roland      | Norman Jewison            |
| 1995 | III. Richard                                            | Richard III                               | Rivers                         | Stohl András         | Richard Loncraine         |
| 1995 | III. Richard                                            | Richard III                               | Rivers                         | Csőre Gábor          | Richard Loncraine         |
| 1995 | Szédült hétvége                                         | Home for the Holidays                     | Tommy Larson                   | Boros Zoltán         | Jodie Foster              |
| 1995 | Szédült hétvége                                         | Home for the Holidays                     | Tommy Larson                   | Kaszás Gergő         | Jodie Foster              |
| 1995 | Szédült hétvége                                         | Home for the Holidays                     | Tommy Larson                   | Csőre Gábor          | Jodie Foster              |
| 1995 | Szédült hétvége                                         | Home for the Holidays                     | Tommy Larson                   | Fekete Ernő          | Jodie Foster              |
| 1995 | Változások kora                                         | Restoration                               | Robert Merivel                 | Szabó Sipos Barnabás | Michael Hoffman (2.)      |
| 1996 | Veszélyes övezet                                        | Danger Zone                               | Jim Scott                      | Kassai Károly        | Allan Eastman             |
| 1997 | Egyéjszakás kaland                                      | One Night Stand                           | Charlie                        | Lux Ádám             | Mike Figgis               |
| 1997 | Egy fiú, két lány                                       | Two Girls and a Guy                       | Blake Allen                    |                      | James Toback (2.)         |
| 1997 | Pancsolj, pancser!                                      | Hugo Pool                                 | Franz Mazur                    | Selmeczi Roland      | Robert Downey Sr. (8.)    |
| 1998 | Démoni csapda                                           | The Gingerbread Man                       | Clyde Pell                     | Kálloy Molnár Péter  | Robert Altman (2.)        |
| 1998 | Démoni csapda                                           | The Gingerbread Man                       | Clyde Pell                     | Nagy Ervin           | Robert Altman (2.)        |
| 1998 | Életre-halálra                                          | U.S. Marshals                             | John Royce különleges ügynök   | Czvetkó Sándor       | Stuart Baird              |
| 1999 | Gyilkos álmok                                           | In Dreams                                 | Vivian Thompson                | Csőre Gábor          | Neil Jordan               |
| 1999 |                                                         | Friends & Lovers                          | Hans                           |                      | George Haas               |
| 1999 | Fergeteges forgatás                                     | Bowfinger                                 | Jerry Renfro                   | Sztarenki Pál        | Frank Oz                  |
| 1999 | Fekete-fehér                                            | Black and White                           | Terry Donager                  |                      | James Toback (3.)         |
| 2000 | Wonder Boys – Pokoli hétvége                            | Wonder Boys                               | Terry Crabtree                 | Háda János           | Curtis Hanson (1.)        |
| 2003 | Az éneklő detektív                                      | The Singing Detective                     | Dan Dark                       | Kőszegi Ákos         | Keith Gordon              |
| 2003 | Gothika                                                 | Gothika                                   | Dr. Pete Graham                | Fekete Ernő          | Mathieu Kassovitz         |
| 2004 | Eros                                                    | Eros                                      | Nick Penrose                   | Mihályi Győző        | Vóng Ká-vaj               |
| 2004 | Eros                                                    | Eros                                      | Nick Penrose                   | Mihályi Győző        | Steven Soderbergh         |
| 2004 | Eros                                                    | Eros                                      | Nick Penrose                   | Mihályi Győző        | Michelangelo Antonioni    |
| 2005 | 6-os játszma                                            | Game 6                                    | Steven Schwimmer               |                      | Michael Hoffman (3.)      |
| 2005 | Durr, durr és csók                                      | Kiss Kiss Bang Bang                       | Harry Lockhart                 | Fekete Ernő          | Shane Black (1.)          |
| 2005 | Jó estét, jó szerencsét!                                | Good Night, and Good Luck                 | Joseph Wershba                 | Selmeczi Roland      | George Clooney            |
| 2006 | Őrangyallal, védtelenül                                 | A Guide to Recognizing Your Saints        | Dito Montiel                   | Dolmány Attila       | Dito Montiel              |
| 2006 | Összekutyulva                                           | The Shaggy Dog                            | Dr. Kozak                      | Forgács Péter        | Brian Robbins             |
| 2006 | Kamera által homályosan                                 | Scanner Darkly                            | James Barris                   | Galambos Péter       | Richard Linklater         |
| 2006 | A Szépség és a szőr – Diane Arbus képzeletbeli portréja | Fur: An Imaginary Portrait of Diane Arbus | Lionel Sweeney                 | Fekete Ernő          | Steven Shainberg          |
| 2007 | Zodiákus                                                | Zodiac                                    | Paul Avery                     | Fekete Ernő          | David Fincher             |
| 2007 | Szerencse dolga                                         | Lucky You                                 | telefonos Jack (cameo)         | Galambos Péter       | Curtis Hanson (2.)        |
| 2007 | Charlie Bartlett                                        | Charlie Bartlett                          | Nathan Gardner igazgató        | Bozsó Péter          | Jon Poll                  |
| 2008 | A Vasember                                              | Iron Man                                  | Tony Stark / Vasember          | Fekete Ernő          | Jon Favreau (1.)          |
| 2008 | A hihetetlen Hulk                                       | The Incredible Hulk                       | Tony Stark / Vasember (cameo)  | Fekete Ernő          | Louis Leterrier           |
| 2008 | Trópusi vihar                                           | Tropic Thunder                            | Kirk Lazarus                   | Fekete Ernő          | Ben Stiller               |
| 2009 | A szólista                                              | The Soloist                               | Steve Lopez                    | Epres Attila         | Joe Wright                |
| 2009 | Sherlock Holmes                                         | Sherlock Holmes                           | Sherlock Holmes                | Fekete Ernő          | Guy Ritchie (1.)          |
| 2010 | Vasember 2.                                             | Iron Man 2                                | Tony Stark / Vasember          | Fekete Ernő          | Jon Favreau (2.)          |
| 2010 | Szerelem és bizalmatlanság                              | Love & Distrust                           | Rob                            |                      | Lorraine Bracco           |
| 2010 | Terhes társaság                                         | Due Date                                  | Peter Highman                  | Fekete Ernő          | Todd Phillips             |
| 2011 | Sherlock Holmes 2. – Árnyjáték                          | Sherlock Holmes: A Game of Shadows        | Sherlock Holmes                | Fekete Ernő          | Guy Ritchie (2.)          |
| 2012 | Bosszúállók                                             | The Avengers                              | Tony Stark / Vasember          | Fekete Ernő          | Joss Whedon (1.)          |
| 2013 | Vasember 3.                                             | Iron Man 3                                | Tony Stark / Vasember          | Fekete Ernő          | Shane Black (2.)          |
| 2014 | A bíró                                                  | The Judge                                 | Hank Palmer                    | Stohl András         | David Dobkin              |
| 2014 | A séf                                                   | Chef                                      | Marvin (cameo)                 | Fekete Ernő          | Jon Favreau (3.)          |
| 2015 | Bosszúállók: Ultron kora                                | Avengers: Age of Ultron                   | Tony Stark / Vasember          | Fekete Ernő          | Joss Whedon (2.)          |
| 2016 | Rendes fickók                                           | The Nice Guys                             | Sid Shattuck (cameo)           | Nem szólal meg       | Shane Black (3.)          |
| 2016 | Amerika Kapitány: Polgárháború                          | Captain America: Civil War                | Tony Stark / Vasember          | Fekete Ernő          | Anthony és Joe Russo (1.) |
| 2017 | Pókember: Hazatérés                                     | Spider-Man: Homecoming                    | Tony Stark / Vasember          | Fekete Ernő          | Jon Watts                 |
| 2018 | Bosszúállók: Végtelen háború                            | Avengers: Infinity War                    | Tony Stark / Vasember          | Fekete Ernő          | Anthony és Joe Russo (2.) |
| 2019 | Bosszúállók: Végjáték                                   | Avengers: Endgame                         | Tony Stark / Vasember          | Fekete Ernő          | Anthony és Joe Russo (3)  |
| 2020 | Dolittle                                                | Dolittle                                  | Dr. John Dolittle              | Fekete Ernő          | Stephen Gaghan            |
| 2023 | Oppenheimer                                             | Oppenheimer                               | Lewis Strauss                  | Fekete Ernő          | Christopher Nolan         |
| 2025 | A Fantasztikus 4-es: Első lépések                       | Fantastic Four: First Steps               | Victor Von Doom / Fátum Doktor | Nem szólal meg       | Matt Shakman              |
| 2026 |                                                         | Avengers: Doomsday                        | Victor Von Doom / Fátum Doktor |                      | Anthony és Joe Russo (4.) |

Dokumentum- és rövidfilmek
| Év   | Cím                                                                                            | Szerep            | Megjegyzések   |
| ---- | ---------------------------------------------------------------------------------------------- | ----------------- | -------------- |
| 1985 | Deadwait                                                                                       | ismeretlen szerep | rövidfilm      |
| 1993 | The Last Party                                                                                 | önmaga            | dokumentumfilm |
| 2002 | Lethargy                                                                                       | állatterapeuta    | rövidfilm      |
| 2003 | Whatever We Do                                                                                 | Bobby             | rövidfilm      |
| 2003 | - Charlie: Charles Chaplin élete és művészete - (Charlie: The Life and Art of Charles Chaplin) | önmaga            | dokumentumfilm |
| 2005 | The Outsider                                                                                   | önmaga            | dokumentumfilm |
| 2005 | Hubert Selby Jr.                                                                               | narrátor          | dokumentumfilm |
| 2022 | - Robert Downey Sr. – Egy öntörvényű filmkészítő - ("Sr.")                                     | önmaga            | dokumentumfilm |

### Televízió
| Év        | Magyar cím                   | Eredeti cím                   | Szerep                                       | Megjegyzések                          |
| --------- | ---------------------------- | ----------------------------- | -------------------------------------------- | ------------------------------------- |
| 1985–1996 | Saturday Night Live          | Saturday Night Live           | több szereplő / önmaga (házigazda)           | 17 epizód                             |
| 1985      |                              | Mussolini: The Untold Story   | Bruno Mussolini                              | minisorozat (3 epizód)                |
| 1995      | Mr. Willowby karácsonyfája   | Mr. Willowby's Christmas Tree | Mr. Willowby                                 | tévéfilm                              |
| 2000–2002 | Ally McBeal                  | Ally McBeal                   | Larry Paul                                   | 21 epizód                             |
| 2005      | Family Guy                   | Family Guy                    | Patrick Pewterschmidt (hangja)               | 1 epizód                              |
| 2019      |                              | The Age of A.I.               | önmaga (házigazda)                           | - 8 epizód - vezető producer          |
| 2020      | Perry Mason                  | Perry Mason                   | nem szerepel                                 | vezető producer                       |
| 2021      | Sweet Tooth: Az agancsos fiú | Sweet Tooth                   | nem szerepel                                 | vezető producer                       |
| 2024      | A szimpatizáns               | The Sympathizer               | Claude / Niko / Hammer professor / képviselő | - visszatérő szerep - vezető producer |

## Fordítás
- Ez a szócikk részben vagy egészben  a   Robert Downey Jr. filmography című angol Wikipédia-szócikk fordításán alapul.  Az eredeti cikk szerkesztőit annak laptörténete sorolja fel. Ez a jelzés csupán a megfogalmazás eredetét és a szerzői jogokat jelzi, nem szolgál a cikkben szereplő információk forrásmegjelöléseként.